# Rhopalothrix diadema
Rhopalothrix diadema é uma espécie de formiga do gênero Rhopalothrix, pertencente à subfamília Myrmicinae.